# Chase (motorfiets)
Chase is een historisch merk van motorfietsen.
De bedrijfsnaam was F.W. & A.A. Chase, London.
De gebroeders Chase waren bekende wielrenners. In 1902 of 1903 gingen ze motorfietsen produceren, met 2¾ en 3½pk-inbouwmotoren van MMC en Minerva. In 1904 was er ook een 4pk-model en een forecar leverbaar en in 1905 ook een racemotorfiets. De productie werd in 1906 beëindigd.